# The Half of It
The Half of It (Conquista a medias en España y Si supieras en Hispanoamérica) es una película de comedia dramática coming-of-age estadounidense de 2020 escrita y dirigida por Alice Wu. Está protagonizada por Leah Lewis, Daniel Diemer y Alexxis Lemire, con Enrique Murciano, Wolfgang Novogratz, Catherine Curtin, Becky Ann Baker y Collin Chou en papeles secundarios. Netflix estrenó la película el 1 de mayo de 2020 con críticas positivas. La película recibió el Premio Fundadores a la Mejor Película Narrativa en el Festival de Cine de Tribeca 2020.
La película es una versión moderna y suelta de Cyrano de Bergerac en la que la adolescente Ellie Chu comienza a escribir cartas de amor en nombre del inarticulado Paul Munsky a su enamorada, Aster Flores.

## Argumento
La estudiante sin amigos Ellie Chu vive en la remota ciudad de Squahamish, donde gana dinero extra escribiendo tareas para sus compañeros. Vive con su padre viudo y realiza la mayor parte de sus funciones como jefe de estación y señalero. Paul Munsky, un jugador de fútbol desarticulado, se le acerca para escribirle una carta de amor a Aster Flores, una niña de su escuela. Ellie inicialmente se niega, pero acepta el trabajo después de enterarse de que se cortará la electricidad de su casa si no hacen un pago mínimo. Aster está saliendo con Trig, un chico de una familia adinerada, y Ellie comienza una sincera correspondencia con Aster a través de cartas y mensajes de texto. Los dos se conectan por sus intereses compartidos en la literatura y el arte, aunque Aster cree que se está comunicando con Paul. El profesor de inglés de Ellie la anima a postularse en Grinnell College, pero Ellie planea quedarse en Squahamish, a pesar de no estar feliz allí, porque no quiere dejar a su padre.
Ellie organiza una cita de Paul con Aster, pero sale mal porque Paul no puede conversar con ella como puede hacerlo Ellie. Ellie considera esto como el final de sus intentos, pero después de que Paul la defiende de los matones, acepta enseñarle sobre arte y literatura. Ellie y Paul comienzan a vincularse a medida que se abren sobre sus luchas familiares. La segunda cita de Paul con Aster sale tan mal como la primera, pero Ellie salva la noche enviándole un mensaje de texto a Aster mientras finge ser Paul. Paul confiesa abruptamente su interés romántico en Aster y luego le dice a Ellie que la besó. Paul lleva a Ellie a una fiesta y la lleva a su casa después de que ella se emborracha, donde ve cartas en su bolso dirigidas a críticos gastronómicos, presumiblemente sobre sus creaciones de salchichas.
Aster invita a Ellie a pasar el día juntos. La lleva a una fuente termal escondida donde nadan y comparten una conversación íntima. Aster revela que Trig tiene la intención de casarse con ella, mientras que Ellie revela que no cree en Dios y habla de su madre fallecida. Mientras tanto, en la casa de Ellie, Paul y su padre se unen mientras preparan salchichas. Más tarde, Ellie observa desde su ventana cómo Paul y Aster se besan, y decide postularse para Grinnell. Después de un juego, creyendo erróneamente que ella lo ama y habiendo desarrollado sentimientos por ella, Paul intenta besar a Ellie, pero ella lo rechaza. Aster los ve y se aleja enojado. Paul se da cuenta de que Ellie ama a Aster y, debido a su educación religiosa, le dice a Ellie que es un pecado. Cuando Paul le entrega salchichas al padre de Ellie, el padre de Ellie y Paul tienen una conversación sobre el amor en la que el padre de Ellie le pregunta a Paul si alguna vez ha amado tanto a alguien que no quería cambiar nada de ellos. Trig le propone matrimonio a Aster en un servicio religioso, pero Ellie y Paul interrumpen públicamente el momento compartiendo el verdadero significado de "amor" usando las palabras de Ellie de una carta anterior. Aster se da cuenta de que Ellie escribió las cartas y los mensajes de texto haciéndose pasar por Paul; ella abofetea a Paul y sale corriendo.
Antes de partir hacia Grinnell, Ellie se disculpa con Aster por engañarla. Aster admite que puede haber tenido sentimientos por Ellie y que está solicitando ingreso a la escuela de arte. Ellie besa a Aster y le dice que la verá en un par de años. Paul despide a Ellie en la plataforma del tren y le dice que sus salchichas han recibido buenas críticas y que seguirá visitando a su padre. Como en Ek Villain, la película que vieron juntos, Paul corre al lado del tren cuando se va. Ellie se ríe de su tontería, luego observa a los pasajeros a su alrededor mientras se marcha para comenzar un nuevo viaje en su vida.

## Reparto
- Leah Lewis como Ellie Chu, una estudiante chino-estadounidense tímida, introvertida y sobresaliente.
- Daniel Diemer como Paul Munsky, un deportista de la escuela a quien Ellie ayuda escribiendo cartas de amor.
- Alexxis Lemire como Aster Flores, la hija de un diácono local
- Collin Chou como Edwin Chu, el padre de Ellie
- Wolfgang Novogratz como Trig Carson, el novio de Aster
- Becky Ann Baker como Sra. Geselschap
- Catherine Curtin como Colleen Munsky, la madre de Paul
- Enrique Murciano como Diácono Flores, padre de Aster

## Producción
En abril de 2019, se anunció que Leah Lewis, Alexxis Lemire, Daniel Diemer, Becky Ann Baker, Catherine Curtin, Wolfgang Novogratz y Enrique Murciano se habían unido al elenco de la película, con Alice Wu dirigiendo a partir de un guion que ella misma escribió. Wu y Anthony Bregman se desempeñaron como productores de la película, con la distribución de Netflix. En junio de 2019, se anunció que Collin Chou se unió al elenco.

### Rodaje
La fotografía principal comenzó el 22 de abril de 2019 en Nueva York y concluyó el 31 de mayo de 2019.

## Estreno
Inicialmente estaba previsto su estreno en el Festival de Cine de Tribeca el 18 de abril de 2020. Sin embargo, el festival fue pospuesto debido a la pandemia de COVID-19. Fue finalmente lanzado el 1 de mayo de 2020.

## Respuesta crítica
En el sitio web del agregador de reseñas Rotten Tomatoes, la película tiene un índice de aprobación del 97% según 102 reseñas y una calificación promedio de 7.8/10. El consenso crítico del sitio web dice: "Para los espectadores que buscan una historia sobre la mayoría de edad extraordinariamente inteligente, tierna y divertida, The Half of It lo tiene todo". En Metacritic, la película tiene una puntuación media ponderada de 75 sobre 100 basada en 20 críticos, lo que indica "críticas generalmente favorables".
Decider dijo que la trama es "una premisa insoportablemente tierna, un Cyrano de Bergerac moderno con un toque queer, que parece tan perfecto y tan obvio que es un milagro que la película aún no se haya hecho", y "una adorable película para adolescentes". eso sin duda atenderá a una audiencia extremadamente desatendida". Rolling Stone elogió la dirección y afirmó que "el toque suave que usa Wu como cineasta, que solo ocasionalmente se vuelve pulcro, no empaña los bordes de su logro silenciosamente revolucionario al contar la historia del viaje de una joven inmigrante lesbiana hacia la autoaceptación. En una película rebosante de los placeres de lo inesperado, esa es la mejor parte". The New York Times señaló que "Wu impregna la película con una comprensión dolorosamente madura del dolor de anhelar lo imposible".
La revista Bitch escribió que "si bien estas películas enfocadas en adolescentes... coquetean con la idea de las relaciones lésbicas, giran rápidamente antes de que su interés casual pueda evolucionar hacia un romance completamente realizado", y la historia de la película parece "tratar más de la mitad del camino". Felicidad que Ellie ha dado: tal vez algo de aceptación, tal vez un amigo, tal vez un primer amor. No es la historia feliz que nos vendieron a través del tráiler, y se siente como más promesas que solo cumplieron a medias".
Leah Lewis (la actriz que interpretó a Ellie Chu) le dijo a Teen Vogue en una entrevista el 1 de mayo de 2020 que: "La mayoría de la gente piensa que una historia de amor tiene una ecuación, y eso suele ser chico conoce a chica, chica conoce a chico o chica conoce a chica". Sin embargo, en este caso, "Es una historia de amor propio porque estos personajes en realidad no terminan juntos, pero al final, terminan con algo. Para mí, eso es incluso más valioso que simplemente encontrar tu otra mitad; es encontrar una parte de ti mismo en el camino. Es una historia de amor, simplemente no es una historia de 'romance'".
En una publicación del 22 de mayo de 2020, A.O. Scott la recomendó como su mejor película de 2020 hasta el momento. De manera similar, la experta en cine de Educating Georgia, Steph, la llamó su película de 2020 en su retrospectiva del año.

## Reconocimientos
La película recibió el premio principal en el Festival de Cine de Tribeca 2020, el Premio de los Fundadores a la Mejor Película Narrativa. También fue nominado para el premio GLAAD Media Award 2021 a la mejor película (estreno limitado).